# Poienile de sub Munte, Maramureș
Poienile de sub Munte este satul de reședință al comunei cu același nume din județul Maramureș, Transilvania, România.
Este reședința Poliane pid Horoiu, care nu are alte sate componente.
Numele vechi a localității este Poienile Rusului.

## Etimologie
Etimologia numelui localității: din Poiana (< subst. poiană „luminiș în pădure", de origine slavă) + de + sub + Munte (< apelativul munte < lat. mons, -tis). 

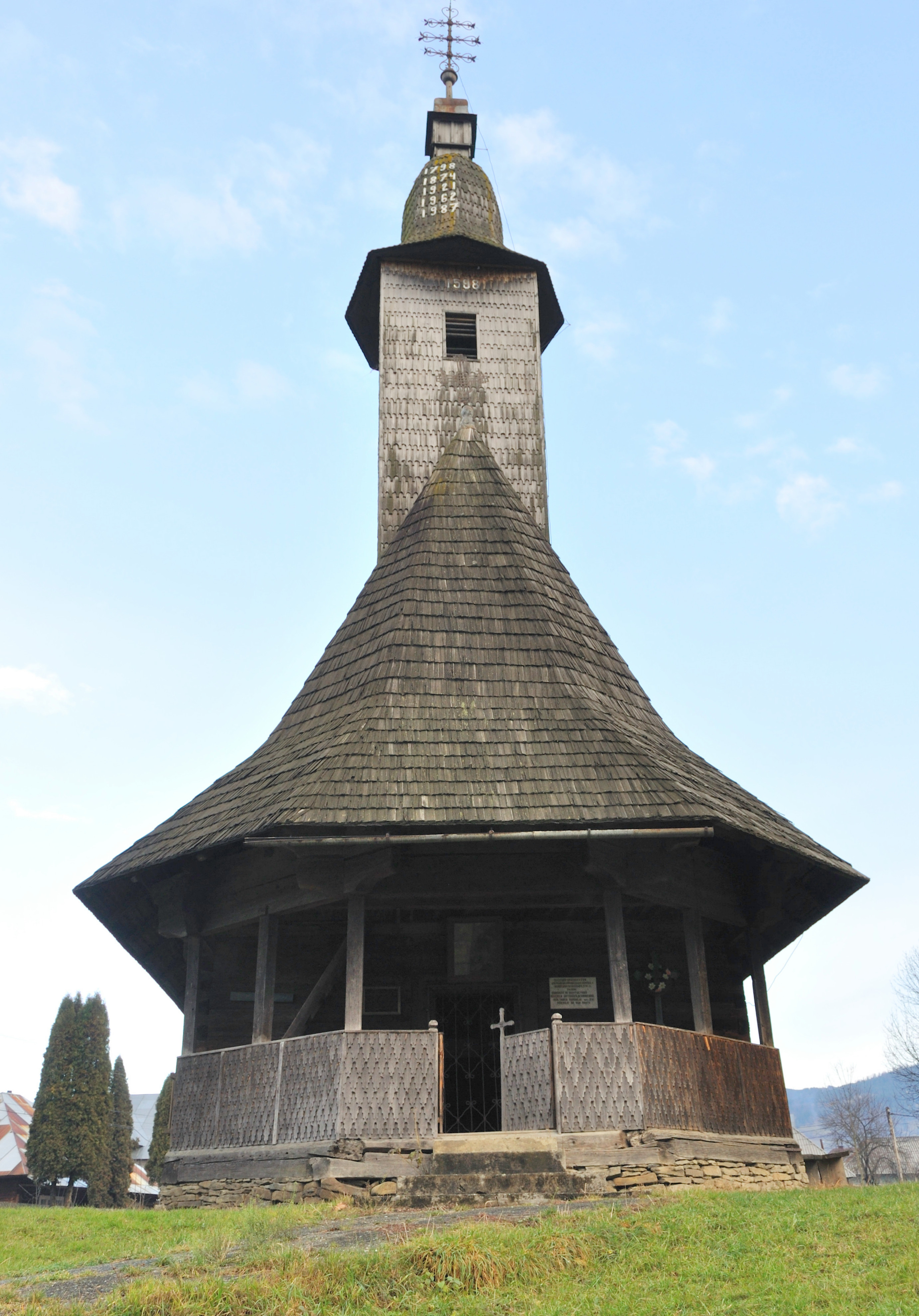
Biserica de lemn ucraineană „Înălțarea Domnului” (1798)

## Așezare
Localitatea Poienile de sub Munte este situată în nord-estul județului la poalele munților Maramureșului, pe drumul județean DJ187 Leordina - Ruscova - Poienile de sub Munte, și este străbătută de râul Ruscova.

## Istoric
Satul Poienile de sub Munte este atestat documentar în anul 1353, facând parte din teritoriul Cnezatului de Vale al neamului Bogdăneștilor, fiind întărită și hotărnicită în 1353 fiilor lui Iuga. După alte surse, din 1411 (Polyna). . Faptul că Poienile de sub Munte a făcut parte în 1353 din moșia Cuhea, reiese clar din explicația pe care o face Ioan Mihali în diploma din 21 aprilie 1411. Astfel, el arată că moșiile prezentate din diploma din 1411, printre care și Poienile de sub Munte, erau ale lui Ion Vodă, fiul lui Ruszka-Polyana. Iuga Vodă era „frate dulce” cu Bogdan Vodă.
Cnezatul de Vale al Bogdăneștilor era situat pe Valea Vișeului și pe cursul superior al Izei, cu limita în defileul dintre Bârsana și Strâmtura.
De-a lungul istoriei sale, Poienile de sub Munte a avut mai multe denumiri, astfel în anul 1411 a avut mai multe denumiri: Rusca Poliana, Poiana Ruscăi, Poiana Rusului, Poienile Rușilor, Rwzkopolania (Poiana Ruscăi); Polyana în 1457; Poyana în 1604; Havasmezei în 1900; Poienile de sub Munte între anii 1920-1940; Hovasmezei între anii 1940-1944 (în timpul ocupației hortiste); Poliana Pid Horo în 1945 și Poienile de sub Munte din anul 1945 până în zilele noastre.

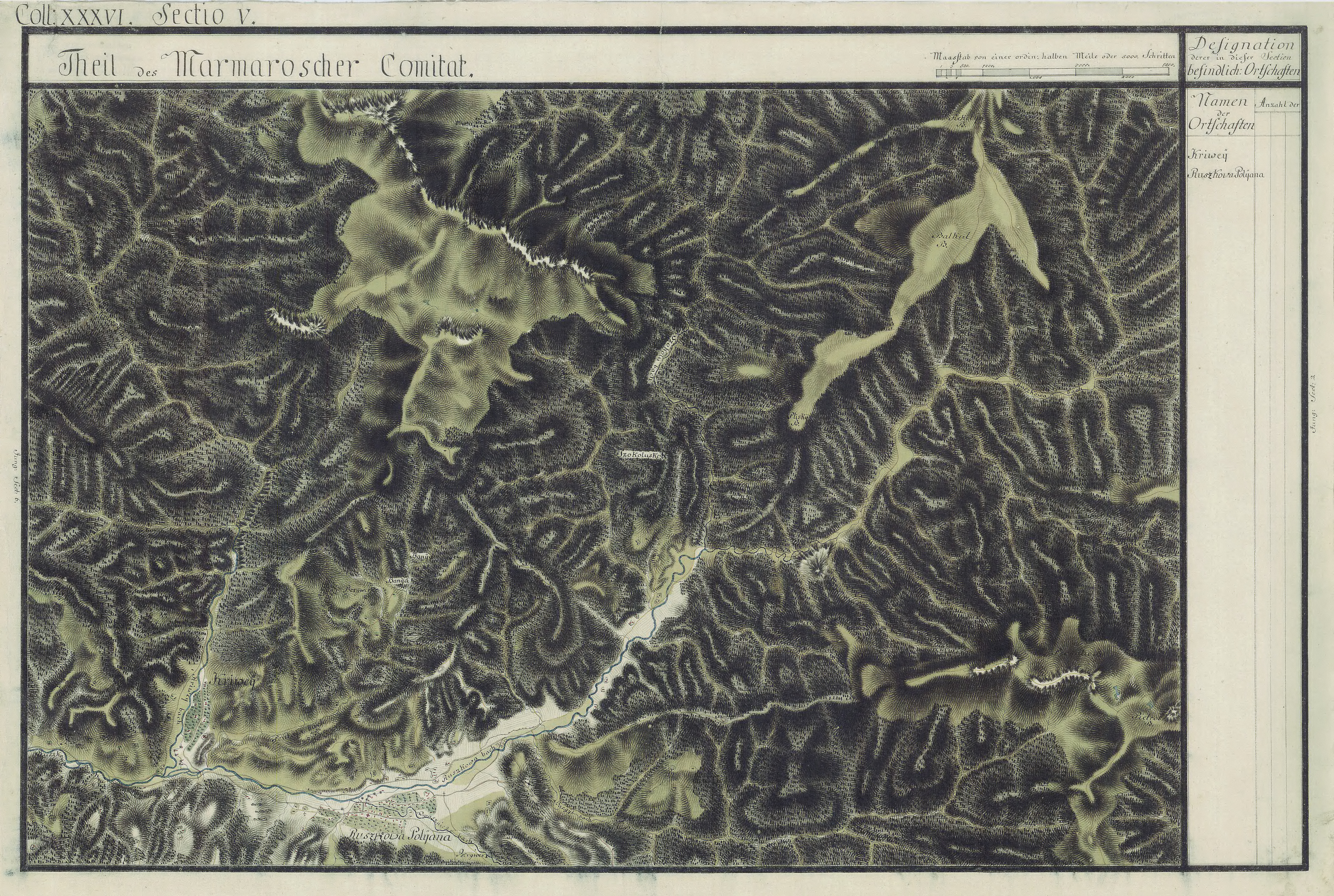
Poienile de sub Munte în Harta Iosefină a Maramureșului, 1782-85

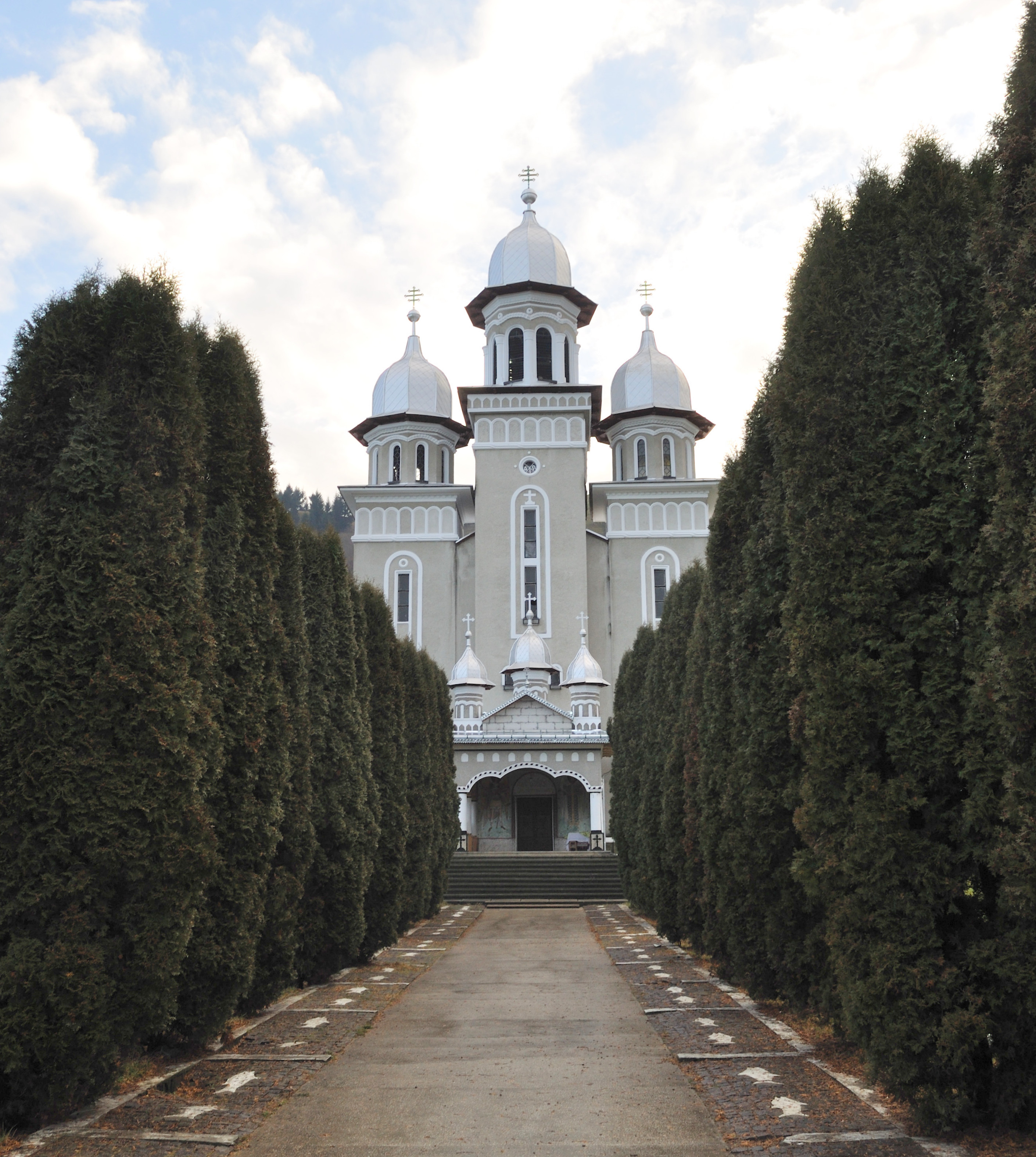
Biserica ucraineană „Pogorârea Duhului Sfânt” (1984)

## Demografie
De-a lungul timpului s-au înregistrat fluctuații cu privire la numărul de locuitori, datorită atât condiților sociale, cât și celor economice și politice existente la nivelul fiecărui stadiu de dezvoltare al societății. Confom recensământului din anul 2021, populația localității Poienile de sub Munte număra 9.291 locuitori, iar structura pe etnii era următoarea:   
- Ucraineni: 8439
- Români: 143
- Maghiari: 3
- Informație nedisponibilă: 701

## Obiectiv memorial
Armata germană a realizat în anul 1917, la 1 km vest de Poienile de sub Munte, un cimitir militar, în care au fost înhumați 90 de militari germani. Cimitirul a fost împrejmuit cu gard din lemn și sârmă. În teren, nu mai există însemnele de căpătâi. Dar, recent a fost ridicată o cruce.

## Atracții turistice
- Biserica de lemn ucraineană cu hramul „Înălțarea Domnului”, construcție 1798
- Biserica ucraineană cu hramul "Pogorârea Duhului Sfânt"
- Monumentul Eroilor
- Lacul Vinderel:

Lac glaciar de dimensiuni mici, este situat pe șeaua ce face legătura dintre Vârful Farcau și Vârful Mihailecu, la o altitudine de 1615 m. Fiind la cumpăna dintre bazinul Vinderel, de unde își trage și numele, orientat spre vest, își trimite apele spre est în bazinul Socolăului, pe abruptul din Groapa Julii, care îl desparte doar la 2 m de creastă.
Lacul este așezat la obârșia pârăului Vinderel, are o formă ovală și este orientat pe direcția est-vest. Are o lungime 155 m, cu o lățime maximă de 85 m, și o suprafață de 0,90 ha. Adâncimea maximă este de 5,5 m, plasată la 35 m de malul estic. Malurile sunt înierbate și coboară lin spre lac, spre est aflându-se câteva boschete de ienupăr.
Alimentarea lacului se face din apa zăpezilor, un con de dejectie și a ploilor, precum și din câteva ochiuri înmlăștinate din malul sudic. Bazinul hidrografic Vinderel are cel mai mare caracter torențial din versanți cu alunecări la fiecare ploaie și apa transportă tot ceea ce-i stă în cale, iar la confluența cu râul Repedea s-a format în ultimii 50 de ani, un con de dejectie, cu o înălțime de peste 26 de m.
- Traseul turistic: Cabana Cosnea - Piatra Socolău - Stânișoara - Creasta Mihăilecu - Lacul Vinderel, (marcaj: bandă roșie, durata: 4-5 ore).

## Personalități
- Ștefan Buciuta (n. 1944) - deputat al minorității ucrainene în Parlamentul României (din 2005)

## Galerie de imagini

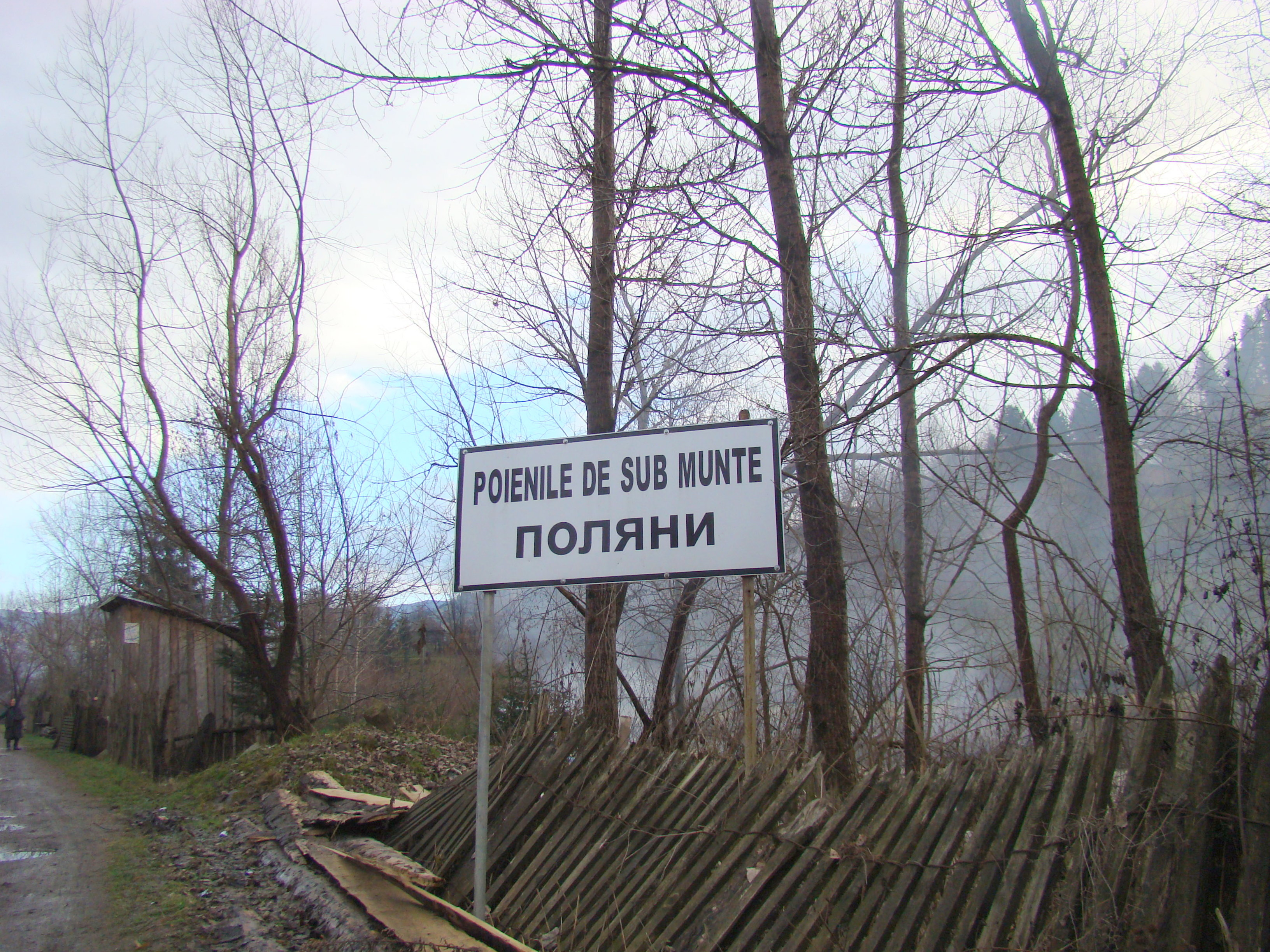
Poienile de sub Munte
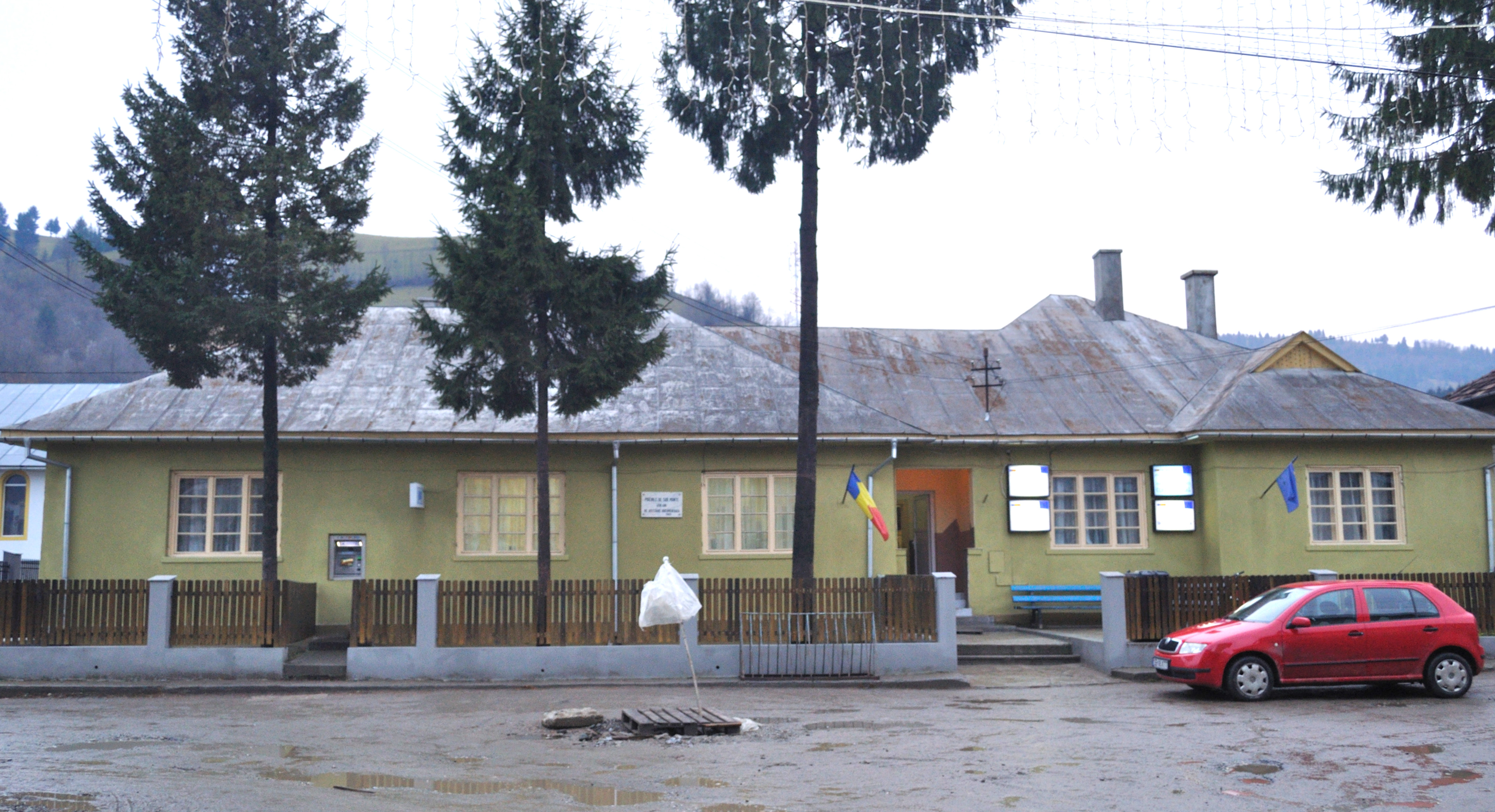
Primăria comunei Poienile de sub Munte
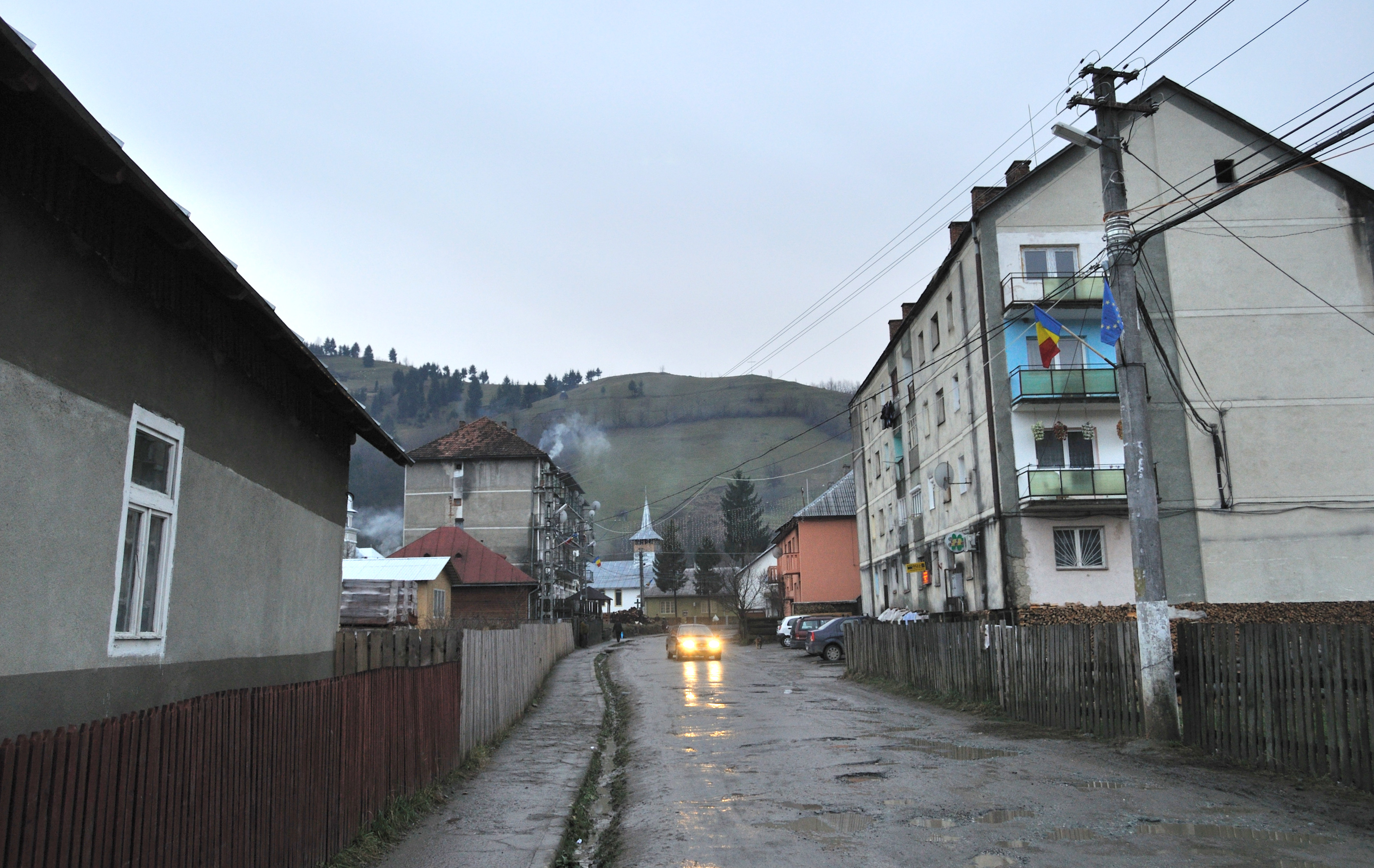
Poienile de sub Munte (centrul comunei)
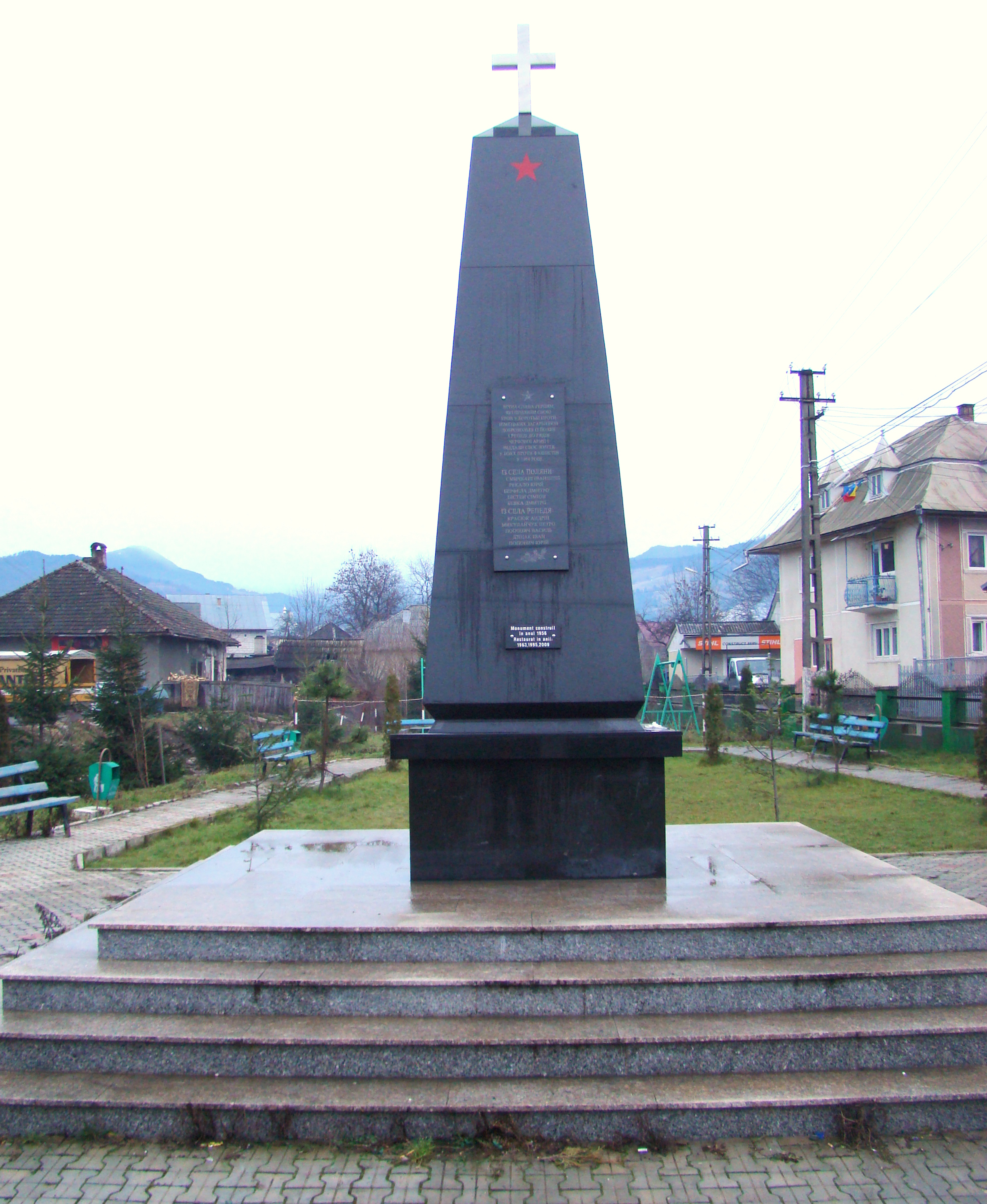
Poienile de sub Munte, monumentul eroilor sovietici, căzuți în luptele din 1944
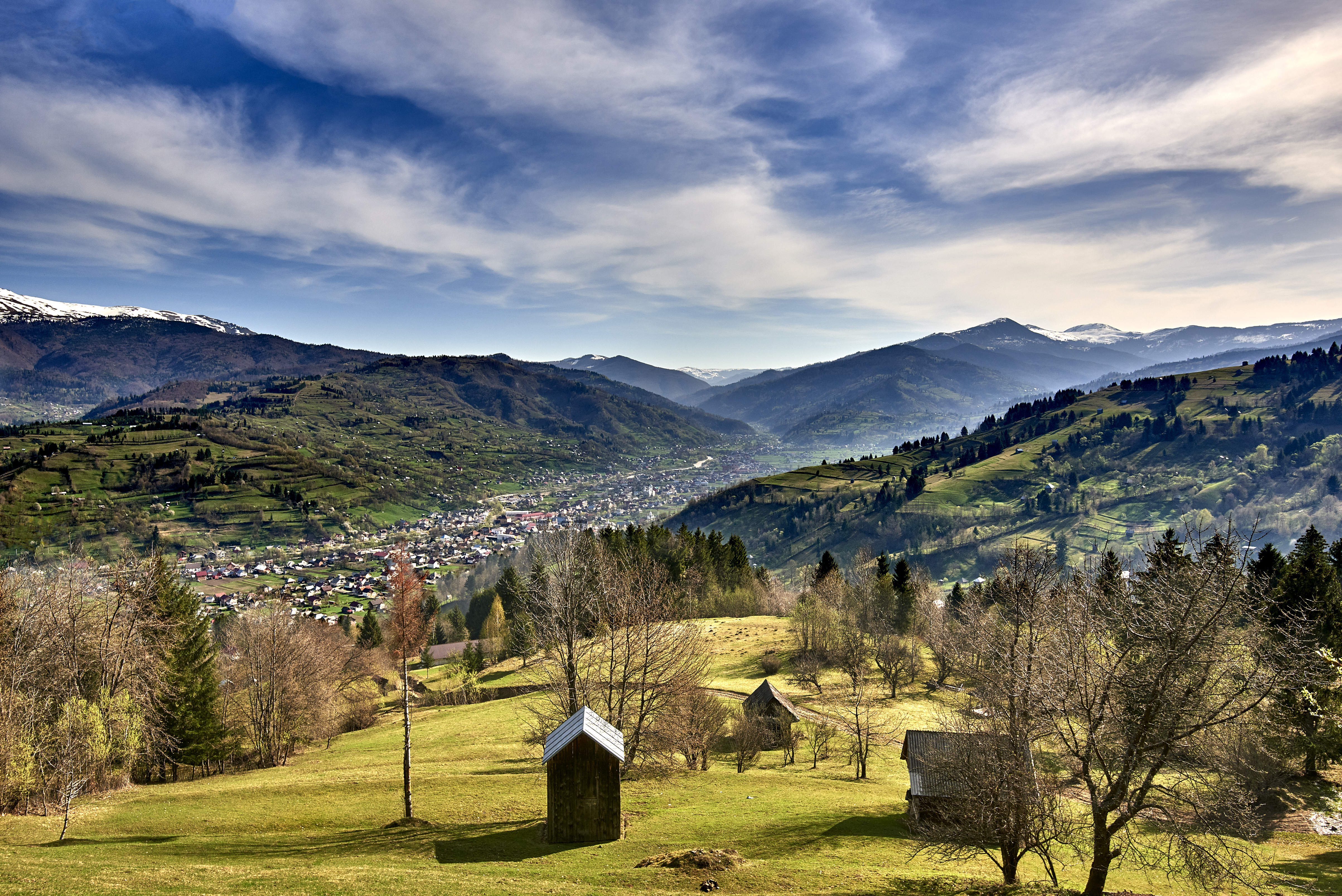